# Corrida da Paz
Corrida da Paz é uma evento de corrida de rua que acontece anualmente desde o ano 2000.
A saída e a chegada da corrida ocorrem no Estádio da Cidadania e são permitidas participações de atletas na faixa etária de 18 a 80 anos de ambos os sexos. O evento foi criado pelo saudoso jornalista Oscar Cardoso e se tornou tradicional nos finais de ano. A corrida ocorre em parceria do governo municipal, por meio das secretarias municipais de Esporte e Lazer (Smel) e Ação Comunitária (Smac), e Banco da Cidadania, com a Federação de Atletismo do Rio de Janeiro, Caixa Econômica Federal (CEF) e Luz Eventos.
Em 2012, pela primeira vez o evento foi realizado em conjunto ao Circuito Fluminense de Corrida Rústica. Assim, os participantes puderam competir em três categorias: Caminhada, em um trajeto de dois quilômetros; Circuito de Corrida Rústica, de 5 km; e na Corrida da Paz, de 10 km.
Além de atletas brasileiros, costumam participar da corrida atletas estrangeiros, vindos do Quênia, Tanzânia e Nigéria.

## Percurso
A saída ocorre no Aterrado, próximo ao Estádio da Cidadania, e passa pelos bairros de Niterói, Retiro, pela Beira Rio, Barreira Cravo e Aero Clube com retorno ao ponto de partida.